# توسیل فنیل الانیل کلرومتیل کتون
توسیل فنیل الانیل کلرومتیل کتون (به انگلیسی: Tosyl phenylalanyl chloromethyl ketone) با فرمول شیمیایی C17H18ClNO3S یک ترکیب شیمیایی با شناسه پاب‌کم 439647 است. که جرم مولی آن ۳۵۱٫۸۴۸ گرم بر مول می‌باشد. 